# Стефановский, Благоя
Благоя Стефановский (макед. Благоја Стефановски; 7 марта 1953, Битола, Народная Республика Македония, СФРЮ — 3 декабря 2020) — северомакедонский актёр, режиссёр, государственный деятель. Министр культуры Республики Македонии (2002—2006).
Получил актёрское образование на факультете драматического искусства Университета в Скопье (класс Владимира Милчина). После окончания университета в 1975 году стал актёром Национального театра Битолы, затем с 1980 по 2002 год актёром и режиссёром в том же театре. В период его руководства театр получил ряд национальных и международных наград. С 1994 по 1998 год избирался в Собрание Республики Македонии от Социал-демократического союза Македонии.
С ноября 2002 по август 2006 год занимал пост министра культуры Республики Македонии в нескольких правительствах.
В 1984 году признан лучшим актёром на македонском театральном фестивале имени Войдана Чернодринского.